# Пресняков, Иван Васильевич
Иван Васильевич Пресняков (1916—1988) — советский военный. Участник Великой Отечественной войны. Герой Советского Союза (1944). Гвардии лейтенант.

## Биография
Родился 24 ноября 1916 года в селе Кологривовка Саратовского уезда Саратовской губернии Российской империи (ныне — Татищевского района Саратовской области) в крестьянской семье. Русский. Окончил начальную школу. Работал в колхозе. В 1937—1940 годах проходил службу в Рабоче-крестьянской Красной Армии.
В Великой Отечественной войне участвовал с июня 1941 года. Воевал на Западном и Центральном фронтах. На Воронежском фронте старший сержант И. В. Пресняков не позднее июля 1943 года в должности командира расчёта 82-миллиметрового миномёта миномётной роты 2-го стрелкового батальона 569-го стрелкового полка 52-го стрелкового корпуса 40-й армии. Во время оборонительной фазы Курской битвы сражался в Ракитянском районе Белгородской области, затем участвовал в Белгородско-Харьковской и Сумско-Прилукской операциях. Особо отличился при форсировании реки Днепр и в боях за удержание плацдарма на его правом берегу, получившего название Букринский.
Преследуя отступающие немецкие войска, сметая вражеские заслоны и освобождая населённые пункты Левобережной Украины, 161-я стрелковая дивизия прошла с боями около 350 километров и 22 сентября 1943 года вышла к Днепру. В ночь на 23 сентября небольшой десантный отряд из состава 2-го стрелкового батальона в количестве 30 человек на двух лодках форсировал Днепр у села Зарубинцы. Вместе с ними на самодельном плоту под огнём противника на правый берег переправился миномётный расчёт старших сержантов И. В. Преснякова и Н. И. Почтарёва. В боях за удержание плацдарма миномётчики оказали эффективную огневую поддержку штурмовому отряду и способствовали отражению контратак численно превосходящего противника. В условиях сильно пересечённой местности расчёт под командованием старшего сержанта Ивана Преснякова всегда оказывался на самом трудном участке боя, перенося семидесятикилограммовое орудие и боеприпасы на своих плечах, и беглым миномётным огнём с открытых позиций наносил ощутимый урон контратакующей немецкой пехоте. Самоотверженная боевая работа расчёта позволила небольшому десантному отряду удержать захваченный плацдарм, на который затем переправились основные силы батальона.
22 октября 1943 года командир полка майор М. Н. Серовиков представил старшего сержанта Ивана Преснякова к званию Героя Советского Союза. Указом Президиума Верховного Совета СССР «О присвоении звания Героя Советского Союза генералам, офицерскому, сержантскому и рядовому составу Красной Армии» от 10 января 1944 года за «образцовое выполнение боевых заданий командования на фронте борьбы с немецко-фашистскими захватчиками и проявленные при этом отвагу и геройство» с вручением ордена Ленина и медали «Золотая Звезда».
В октябре 1943 года был отозван с фронта и в числе особо отличившихся воинов дивизии был направлен на курсы младших лейтенантов. Летом 1944 года получил назначение на 1-й Украинский фронт, где принял под командование взвод 82-миллиметровых миномётов 2-го батальона 7-го гвардейского воздушно-десантного стрелкового полка 2-й гвардейской воздушно-десантной дивизии 17-го стрелкового корпуса 18-й армии. Его взвод хорошо зарекомендовал себя уже в ходе Львовско-Сандомирской операции, умелыми действиями поддерживая наступление стрелковых соединений. Но особенно успешно он действовал в ходе Карпатско-Ужгородской операции.
В конце августа 1944 года из тактических соображений 18-я армия была передана 4-му Украинскому фронту и 9 сентября 1944 года перешла в наступление в Карпатах. В трудных условиях горно-лесистой местности в ходе всей наступательной операции всегда умело выбирал огневые позиции для эффективного ведения огня. В конце октября 1944 года Иван Васильевич участвовал в освобождении города Ужгорода. В ноябре 1944 года советские войска пересекли границу Чехословакии. 7-я гвардейская воздушно-десантная дивизия вела наступление в направлении города Кошице. Ожесточённые бои разгорелись за стратегически важные высоты 856,0 и 734,0, с которых немцы контролировали шоссейную и железную дороги. Расположив часть миномётов своего взвода непосредственно за наступающей пехотой, а другую — непосредственно в боевых порядках пехоты умело организованным огнём обеспечивал продвижение стрелковых подразделений. Подавив огневые точки противника, миномётчики обеспечили быстрое взятие высот. Не смирившись с потерей важных позиций, немцы 8 раз переходили в контратаку, при отражении которых бойцы под командованием Ивана Преснякова нанесли противнику значительный урон в живой силе. Заслуги миномётного взвода гвардии лейтенанта Ивана Преснякова в успехе наступательных действий 7-го гвардейского стрелкового полка ВДВ были высоко оценены командованием полка и дивизии. Иван Васильевич был представлен к ордену Александра Невского, но командующий 17-го стрелкового корпуса заменил награду на орден Отечественной войны 2-й степени.
В заключительный год войны 7-я гвардейская воздушно-десантная дивизия вела бои в составе 38-й и 1-й гвардейской армий. Участвовал в Моравско-Остравской операции, освобождал город Моравска-Острава. Боевой путь он завершил в Южной Моравии недалеко от города Леттовиц в ходе Пражской операции. В июле 1945 года уволился в запас.
Жил в городе Саратове. Скончался 7 марта 1988 года. Похоронен в Саратове.

## Награды
- Медаль «Золотая Звезда» (10.01.1944);
- орден Ленина (10.01.1944);
- орден Отечественной войны 1-й степени (11.03.1985);
- орден Отечественной войны 2-й степени (30.11.1944);
- медали, в том числе:

медаль «За победу над Германией в Великой Отечественной войне 1941—1945 гг.».

## Документы
- Общедоступный электронный банк документов «Подвиг Народа в Великой Отечественной войне 1941—1945 гг.» Дата обращения: 21 марта 2013. Архивировано из оригинала 13 марта 2012 года.

Представление к званию Героя Советского Союза. Дата обращения: 21 марта 2013. Архивировано 9 апреля 2013 года.
Указ Президиума Верховного Совета СССР о присвоении звания Героя Советского Союза. Дата обращения: 21 марта 2013. Архивировано 9 апреля 2013 года.
Орден Отечественной войны 2-й степени (наградной лист и приказ о награждении). Дата обращения: 21 марта 2013. Архивировано 9 апреля 2013 года.